# Phillip Law
Phillip Garth Law, AC, CBE, FAA, FTSE (21 de abril de 1912 – 28 de febrero de 2010) fue un científico y explorador australiano, director de Australian National Antarctic Research Expeditions (ANARE) de 1949 a 1966.

## Primeros años
Law nació en Tallangatta, Victoria. Fue el segundo de los seis hijos de Arthur y Lily Law. Una de sus hermanas menores fue la viajera y escritora Wendy Law Suart. Después de asistir a Hamilton High School, enseñó en escuelas secundarias, incluida Melbourne High School, donde enseñó física y boxeo, mientras estudiaba a tiempo parcial en la Universidad de Melbourne, obteniendo una maestría en 1941. Fue  campeón de boxeo de peso ligero de la Universidad de Melbourne y también dio clases de física allí desde 1943 hasta 1948.
Durante la Segunda Guerra Mundial se alistó en la RAAF, aunque el departamento de física de la universidad, que se dedicaba a la investigación armamentística, insistió en que siguiera trabajando allí. No obstante, consiguió visitar las zonas de combate de Nueva Guinea en una misión científica de cuatro meses para el ejército australiano

## Exploración antártica
Pasó el primero de muchos veranos en la Antártida, entre 1947 y 1948, como oficial superior de investigación en ANARE. Pronto se convirtió en director debido a su firme creencia en el valor de las técnicas de gestión y educación que garantizaban que cada individuo tuviera más de una función. Durante su dirección, estableció bases en Mawson, Davis y Casey, y dirigió expediciones que exploraron más de 5.000 kilómetros (3.100 mi) de costa y unos 1.000.000 de kilómetros cuadrados (390.000 mi) de territorio.
Después de retirarse de la dirección, presidió el Comité Nacional Australiano de Investigación Antártica de 1966 a 1980. Fue elegido presidente de la Royal Society of Victoria de 1967 a 1968.
La esposa de Law, Nel, maestra de escuela secundaria, artista profesional y escritora, fue la primera mujer australiana en visitar la Antártida cuando visitó Mawson en 1961. Nel murió en 1990, a los 75 años.
En 1986, Australia estableció Law Station en la Antártida que lleva el nombre de Law. Fue donado a Rumania en 2006, cuando pasó a llamarse Estación Law-Racoviță. Desde 2011, se conoce como la estación Law-Racoviță-Negoiță y todavía es administrada por Rumania.
Asistió al lanzamiento del Cuarto Año Polar Internacional el 1 de marzo de 2007 en el salón de la Royal Society of Victoria en Melbourne .
Phillip Law murió el 28 de febrero de 2010, a los 97 años. Sus cenizas, junto con las de su esposa Nel, fueron enterradas cerca de la estación Mawson el 19 de junio de 2011.

## Honores
Phillip Law fue nombrado Comandante de la Orden del Imperio Británico (CBE) en los Honores de Año Nuevo de 1961.
Fue nombrado Oficial de la Orden de Australia (AO) en los Honores del Cumpleaños de la Reina de 1975 y Compañero de la Orden (AC) en los Honores del Día de Australia de 1995.
En 1960 recibió la Medalla de Oro del Fundador de la Royal Geographical Society, en 1987 la Medalla James Cook de la Royal Society of New South Wales, y en 1988, el Premio al Aventurero del Año de la Australian Geographic . El 1 de enero de 2001 también se le concedió la Medalla del Centenario .

## Publicaciones
Law publicó varios artículos sobre su trabajo de exploración en el Geographical Journal de la Royal Geographical Society, que incluyen:
- 1954 - Expedición antártica australiana a Mac-Robertson Land 1954. Diario geográfico vol. 120, Parte 4, págs. 409–422.
- 1956 - Expedición de investigación antártica nacional australiana, 1955. Diario geográfico, vol. 122.
- 1958 – El viaje antártico del MV Thala Dan, 1958. Revista Geográfica .
- 1958 – Exploración costera australiana en la Antártida. Revista Geográfica . Vol 124, Parte 2.
- 1960 – Nuevos desembarcos de ANARE en el Territorio Antártico Australiano 1960. Revista Geográfica .
- 1961 - Exploraciones costeras australianas en la Antártida, 1957. Revista Geográfica . Vol. 127, Parte 4.
- 1961 - Exploraciones costeras australianas en la Antártida, 1959. Revista Geográfica .

Los libros o folletos de autoría o coautoría de Law incluyen:
- 1957 – ANARE: Puestos de avanzada antárticos de Australia . (Con John Béchervaise ). UP: Melbourne.
- 1962 – Australia y la Antártida . (Conferencias conmemorativas de John Murtagh Macrossan 1960). Prensa de la Universidad de Queensland: Brisbane.
- 1964 – Antártida – 1984 . (Conferencia conmemorativa de Sir John Morris 1964). Junta de Educación de Adultos de Tasmania: Hobart
- 1983 – Odisea Antártica . Heinemann: Melbourne.ISBN 0-434-40688-0
- 1995 – El viaje antártico del HMAS Wyatt Earp . Allen & Unwin Australia.ISBN 1-86373-803-7
- 1995 - Tienes que tener suerte: Antártida y otras aventuras . Prensa canguro: Kenthurst.ISBN 0-86417-743-7